# مدرسة القديس يوسف (أبو ظبي)
مدرسة القديس يوسف هي مدرسة دولية خاصة تقع في أبوظبي، الإمارات. تأسست في عام 1967.

## الروابط الخارجية
1. ↑  St Joseph's School Abu Dhabi. Dubai FAQs. نسخة محفوظة 20 مايو 2017 على موقع واي باك مشين.

- St. Joseph's School, Abu Dhabi
- St Joseph's Cathedral, Abu Dhabi